# Inuit Nunangat
Nunavut (ang. wym. inuktitut ᐃᓄᐃᑦ ᓄᓇᖓᑦ) – obszar w Kanadzie obejmujące obszary zamieszkane przez Inuitów. 
Obejmuje terytorium Nunavut, region Nunavik w północnej części prowincji Quebec, region Nunatsiavut w północnej części Nowej Fundlandii i Labradoru oraz Inuvialuit Settlement Region z Terytoriów Północno-Zachodnich.
Obszar Inuit Nunangat obejmuje 53 gminy i obejmuje 35% powierzchni Kanady. W regionie zamieszkuje większość z 65 tys. kanadyjskich Inuitów. 